# Окулярек чорноголовий
Окуля́рек чорноголовий (Rhegmatorhina gymnops) — вид горобцеподібних птахів родини сорокушових (Thamnophilidae). Ендемік Бразилії.

## Опис
Довжина птаха становить 13,5-14,5 см, довжина крила 79 мм, довжина хвоста 59 мм, вага 27-30 г. У самців голова, горло і верхня частина грудей чорнувато-сірі, навколо очей кільця сірувато-зеленої голої шкіри, на тімені помітний чуб. Верхня частина тіла жовтувато-бура і хвіст жовтувато-бурі з рудуватим відтінком, крила більш рудуваті. Решта нижньої частини тіла сірувато-коричнева, боки більш коричневі. Нижня сторона крил сірувато-коричнева. У самиць голова і горло більш чорні, решта тіла більш жовтувато-коричнева.

## Поширення і екологія
Чорноголові окуляреки мешкають на південному сході Бразильської Амазонії, між річками Тапажос і Ірірі, на південь до річки Телес-Пірес. Вони живуть в підліску вологих рівнинних тропічних лісів терра-фірме, іноді у варзейських лісах (тропічних лісах у заплавах Амазонки і її притоків). Зустрічаються поодинці, парами або сіейними зграйками, на висоті до 400 м над рівнем моря. іноді приєднуються до змішаних зграй птахів. Слідкують за переміщенням кочових мурах, зокрема за  Eciton burchellii, і ловлять дрібних безхребетних, які тікають зі шляху пересування мурах